# Піт Джордж
Піт Джордж (англ. Pete George, 29 червня 1929 — 28 липня 2021) — американський важкоатлет.
Олімпійський чемпіон 1952 року в категорії до 75 кг, срібний призер 1948 (до 75 кг), 1956 до 75 кг років.
Переможець Панамериканських ігор 1951 року з піднімання ваги.